# Hellín
Hellín [eˈʎin] ist eine Gemeinde in der spanischen Provinz Albacete der Autonomen Region Kastilien-La Mancha.
Der Ort liegt im Landkreis Campos de Hellín. Die Höhe über Meer beträgt 601 m.

## Tolmo von Minateda

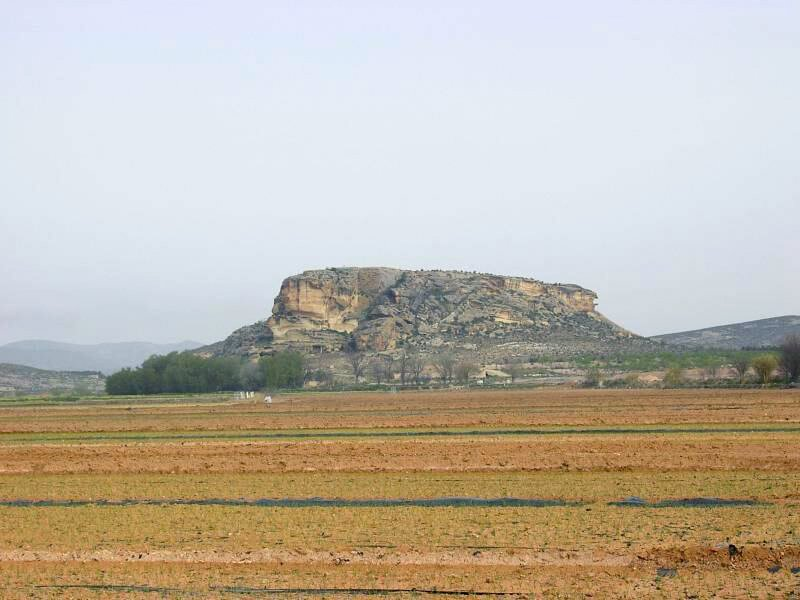
Tolmo von Minateda

Der Tolmo von Minateda ist eine archäologische Stätte in Hellín, die seit 1988 ausgegraben wurde. Er ist eine etwa 7,0 Hektar große Ebene, die an einer strategischen Kreuzung zwischen dem südlichen Teil der Meseta Central und der südöstlichen Küste des Mittelmeeres liegt. Die Lage veranlasste eine Besiedlung von der Bronzezeit bis zur islamischen Besetzung, über mehr als 3000 Jahre.

## Belege
1. ↑  Instituto Nacional de Estadística Municipal Register of Spain